# Vicarage Road
Vicarage Road je fotbalový stadion, nacházející se ve městě Watford v Anglii. Je domovem fotbalového klubu Watford FC, který zde hraje od roku 1922, kdy byl stadion postaven. Po poslední přestavbě v létě 2015 je současná kapacita 21 577 diváků.
Stadion je od roku 1922 domácím působištěm Watfordu FC, který se sem přestěhoval ze starého Cassio Road. Stadion byl slavnostně otevřen 30. srpna 1922 Charlesem Healeym z Benskins Brewery při inauguračním zápase proti Millwallu FC. Stadion byl v minulosti také domovem různých sportovních celků. V letech 1991–1993 zde působil poloprofesionální fotbalový klub Wealdstone FC. Od roku 1997 zde působil ragbyový klub Saracens FC, který se až v roce 2013 přestěhoval na vlastní stadion Allianz Park.